# Liste der Inseln Indonesiens
In dieser unvollständigen Liste sind einige der Inseln, Inselgruppen und Atolle von Indonesien, des größten Inselstaats der Welt, aufgeführt.

## Hauptinseln
- Große Sundainseln
  - Borneo – geteilt zwischen Indonesien (Kalimantan), Brunei, und Malaysia (Sabah und Sarawak)
  - Java (indonesisch Jawa)
  - Sulawesi (früher Celebes)
  - Sumatra (veraltet Sumatera)
- Neuguinea – geteilt zwischen Indonesien (Westneuguinea) und der unabhängigen Nation von Papua-Neuguinea

## Sonstige Inseln

### Inseln bei Java

#### ProvinzBanten
- Deli
- Panaitan
- Panjang
- Peucang
- Sangiang
- Seribu-Inseln
- Tinjil
- Tunda

#### ProvinzJawa Barat
- Rakit (Menjawak)

#### ProvinzJawa Tengah
- Karimunjawa-Inseln
  - Karimunjawa
  - Kemujan
  - Parang

#### ProvinzJawa Timur
- Bawean
- Genteng
- Iyang

- Kangeaninseln
  - Bankan
  - Kangean
  - Pagerunganinseln
    - Pagerungan Besar (Groß-Pagerungan)
    - Pagerungan Kecil (Klein-Pagerungan)

  - Paliat
  - Pindanah
  - Sabunten (Sabunting)
  - Saebus
  - Sakala
  - Sapankur
  - Sapeken
  - Saseel
  - Saubi
  - Saular
  - Saur
  - Sepanjang
  - Seranangan
  - Sidulang Besar (Groß-Sidulang)
  - Sidulang Kecil (Klein-Sidulang)
  - Talenki

- Madura

- Masalembu-Inseln
  - Kambing (Masalembu)
  - Karamian (Keramian)
  - Masalembu Besar (Masalembu)
  - Masalembu Kecil (Masakambing)

- Nusa Barung
- Puteran
- Raja

- Sapudi-Inseln
  - Bulumanuk
  - Guwa Guwa (Goagoa, Gua-Gua)
  - Kemudi (Kamudi)
  - Pajangan
  - Raas
  - Sapudi
  - Sarok
  - Talango Aeng
  - Talango Tengah
  - Klosot (Talango Timur)
  - Tonduk (Tundu)

- Sempu

### Inseln bei Sumatra

#### ProvinzAceh
- Banyak-Inseln
  - Bangkaru
  - Lamun
  - Orongan
  - Palambak
  - Simok
  - Tuangku
  - Ujungbatu

- Babi
- Lasia

- Simeuluë
- Batu Belahir
- Lekon
- Simeulucut
- Siumat
- Tapah

- Weh
- Breueh
- Keureuse
- Peunasu

#### ProvinzJambi
- Tengah

#### ProvinzKepulauan Riau(Riau-Inseln)
- Assan
- Belat (Bela)
- Buru
- Buton
- Gin
- Kelong
- Lobam
- Lumba
- Mapur
- Mantang
- Numbing
- Pangkil
- Papan
- Parit
- Pemping
- Riau-Inseln (im eigentlichen Sinne)
  - Batam
  - Bintan
  - Bulan
  - Citlim
  - Combol
  - Durian Besah
  - Galang
  - Kapalajernih
  - Karimun
  - Kundur
  - Rempang
  - Sugi
  - Sugibawah
- Telan
- Tudjuh-Archipel
  - Anambasinseln
    - Airabu
    - Impul
    - Jemaja
    - Mangkai
    - Matak
    - Mubur
    - Siantan oder Tarempa
    - Telaga

  - Badasinseln
    - Anakawur
    - Batu
    - Kangen
    - Kepahiang
    - Kuning
    - Mengegah
    - Pejamu
    - Penau
    - Pinangseratus
    - Pinangseribu
    - Segung
    - Tanjaru
    - Tebon
    - Tokong Buton

  - Natuna-Inseln (auch Bunguraninseln genannt)
    - Bodas- oder Duperre-Inseln
    - Laut
    - Midai
    - Natuna Besar bzw. Bunguran
    - Panjang
    - Salor
    - Seluan
    - Serasan
    - Subi

  - Tambelaninseln
    - Batong
    - Bedua
    - Benua
    - Betunde
    - Bungin
    - Genteng
    - Ibul
    - Jela
    - Kapala Tambelan
    - Kera
    - Leso
    - Lintang
    - Lipi
    - Mengirang Besar (Mengiran)
    - Mengirang Kecil
    - Mundaga
    - Nanka
    - Nibung
    - Panjang
    - Pilang Besar
    - Pilang Kecil
    - Sedua Besar
    - Sedua Kecil
    - Selintang
    - Sendulang Besar
    - Sendulang Kecil
    - Tamban
    - Tambelan Besar
    - Tembelan
    - Tokong Mengirang
    - Untuk
    - Uwi

#### ProvinzRiau
- Alang
- Basu
- Bengkalis
- Beting
- Ketam
- Kijang
- Mendol
- Menggung
- Merbau
- Muda
- Padang
- Pisang
- Rupat
- Rangsang
- Rantau (Tebingtinggi)
- Serapung
- Topang

#### ProvinzSumatra Barat
- Mentawai-Inseln
  - Karangmajat
  - Masokut
  - Nordpagai
  - Sanding
  - Siberut
  - Sibigau
  - Siburu
  - Sipora
  - Siruamata
  - Südpagai
  - Taitaitanopo

- Cubadak

#### ProvinzSumatra Utara
- Batu-Inseln
  - Batumakele
  - Biang
  - Bojo
  - Masa
  - Pini
  - Pono
  - Simuk
  - Sipika
  - Tanahbala
  - Tanahmasa
  - Telo

- Hinako-Inseln
  - Asu
  - Bawa
  - Bugi
  - Hamutala
  - Heruanga
  - Hinako
  - Hutu Langu
  - Imana (Insel)

- Wunga
- Musala
- Samosir im Tobasee
- Sembilan
- Nias

- Lingga-Inseln
  - Bakung
  - Buaya
  - Cempah
  - Kentar
  - Lingga
  - Mesanak
  - Sepangka
  - Singkep

#### ProvinzBangka-Belitung
- Bangka
- Burung
- Gaspar
- Kelapan
- Lepar
- Liat
- Belitung
- Mendunau
- Lima-Inseln
- Naduk
- Selui

#### ProvinzBengkulu
- Enggano
- Mega

#### ProvinzLampung
- Tabuan
- Krakatau-Inseln
  - Sertung
  - Rakata
  - Rakata Kecil
  - Anak Krakatau (Kind des Krakatau)
- Legundi
- Sebesi
- Seburu

### Inseln Kalimantans

#### ProvinzKalimantan Barat
- Karimatainseln
  - Karimata
  - Serutu
- Bawal
- Gelam
- Kabung
- Lemukutan
- Temaju

#### ProvinzKalimantan Selatan
- Laut
- Sebuku

- Laut-Kecil-Inseln oder Laurot-Inseln
  - Kadapongan
  - Kalambau
  - Matasiri

- Miang

#### ProvinzKalimantan Timur
- Ahus
- Bangkudulis
- Baru
- Bukat
- Bunyu oder Tanahmerah
- Ibus
- Kakaban
- Lalawan
- Mandul
- Mapat
- Maratua
- Mening
- Nunukan Timur
- Payau
- Pekin
- Sebatik – geteilt zwischen Indonesien (Kalimantan) und Malaysia (Sabah)
- Tanjungbuayabuaya
- Tarakan
- Tibi

### Inseln bei Sulawesi

#### ProvinzSulawesi Barat
- Balabalagan- oder Kleine Paternoster-Inseln
  - Ambo
  - Anak Malamber
  - Labia
  - Malamber
  - Popoongan
  - Sabakkatang
  - Saboyang
  - Salingsingan
  - Salingsingang
  - Samataha
  - Seloang
  - Tappilagang
- Karampuang

#### ProvinzSulawesi Utara
- Karakaralong oder Kawio-Inseln
- Nanusa bzw. Nenusa-Inseln

- Sangihe-Inseln bzw. Sangir-Inseln
  - Sangihe Besar
  - Toade-Inseln
    - Bukide
    - Manipa

  - Beng Darat
  - Batuhnderang
  - Nenung-Inseln
    - Kahakitang
    - Kalama
    - Para

  - Biaro
  - Gunatin
  - Makalehi
  - Pahepa
  - Pasige
  - Ruang
  - Siau
  - Tahulandang

- Talisei
- Bangka
- Bentenan
- Bunaken
- Gangga
- Kumekee
- Lembah
- Manado Tua
- Manterawu
- Neneg-Ketjil
- Tamperong

- Talaudinseln
  - Kaburuang
  - Karakelong
  - Salibabu
  - Miangas (Palmas)

#### ProvinzGorontalo
- Payunga
- Limba
- Puntu Daa

#### ProvinzSulawesi Tengah
- Kabetan
- Maputi
- Simatang

- Togianinseln
  - Batudaka
  - Bukabuka
  - Bungin
  - Kadidi
  - Malenge
  - Poat oder Puah
  - Talatakoh
  - Taoleh
  - Togian
  - Una Una
  - Waleabahi
  - Waleakodi

- Banggai-Inseln
  - Banggai
  - Bangkalan-Inseln
  - Bangkulu
  - Bowokan- oder Bawoka-Archipel
  - Labobo oder Melilis
  - Masoni
  - Peleng
  - Potil
  - Timpaus
    - Boleh
    - Salue Besar
    - Salue Kecil

#### ProvinzSulawesi Selatan
- Bankobankoang
- Butongbutongan
- Doangdoangan Besar
- Doangdoangan Kecil
- Kalukalukuang
- Karang Marasende
- Macan-Archipel oder Takabonerate-Inseln

- Masalima-Inseln
  - Pamantawang
  - Pamolikang
  - Sabaru
  - Saliriang (Masalima)

- Marasende

- Pabbiring oder Sangkarang-Inseln
- Sabalana-Inseln
  - Balaloho (Balalohong)
  - Balobaloang Besar
  - Balobaloang Kecil
  - Banawaya
  - Gusung Bira
  - Gusung Lilikang
  - Jailamu (Djailamu)
  - Laiya (Laija)
  - Longko
  - Makarangana (Makarangang)
  - Manukang
  - Matalaang (Matalang)
  - Meong
  - Lilikang
  - Pamolikang
  - Pattayangang
  - Pelokang
  - Sabalana
  - Sabaru
  - Sadulangang
  - Sanana Besar
  - Sanana Kecil
  - Santigiang
  - Sarege
  - Sumanga
  - Suruabu (Soroabu)

- Salajarinseln
  - Bahuluang
  - Batu
  - Bimba
  - Bonerate
  - Buajangka
  - Gusung Tallang
  - Jampea (Jampeja)
  - Kajuwadi
  - Kalao
  - Kalaotoa
  - Kauna
  - Lalao (auch Lambego)
  - Pasi Tallu
  - Pasi Tallu Laut
  - Pasi Tallu Raja
  - Salajar
  - Tanamalala

- Tanakeke

- Tengah-Inseln
  - Kapoposangbali
  - Sailus-Inseln
  - Satengar

- Tobotobo

#### ProvinzSulawesi Tenggara
- Bahubulu
  - Binongko
- Bangko
- Batuata
- Buton (Butung)
- Kabaena
- Kadatuang
- Labengke
- Manui
- Muna
- Padea

- Salabangka-Inseln
  - Bapa
  - Bungintende
  - Jawijawi
  - Kaleroang
  - Karantu
  - Lemo
  - Padabale
  - Padopado
  - Paku
  - Sainoa-Inseln
    - Mitende
    - Olohatu
    - Tukoh Ambau
    - Tukoh Bobagei
    - Tukoh Co
    - Tukoh Kallo
    - Tukoh Keebuaya
    - Tukoh Manyulodiana
    - Tukoh Matingga
    - Tukoh Mbosembah
    - Tukoh Palupasang
    - Tukoh Parindang
    - Tukoh Torohluko

  - Tadinang
  - Tukoh Belle
  - Tukoh Bubulang
  - Tukoh Mboanggo
  - Tukoh Ngeang
  - Tukoh Ngeatang
  - Tukoh Pancoh
  - Tukoh Piteang
  - Umbele-Inseln
    - Anak Rajagunung
    - Buagala
    - Buaya
    - Kuso
    - Pakuburan
    - Pakuburan Panimbawang
    - Panimbawang
    - Rajagunung
    - Saubane
    - Tokoh Bonte
    - Umbele
    - Umbele Gunung
    - Umbele Mandidi

- Siumpu

- Tiworo-Inseln
  - Balu
  - Bangkomalampe
  - Belanbelan Besar
  - Belanbelan Kecil
  - Bero
  - Indo
  - Katela
  - Kayuangi
  - Kayuangi Tengah (Zentralkayuangi)
  - Kayuangi Utara (Nordkayuangi)
  - Latoa
  - Lweame Besar
  - Maloang
  - Maloang Kecil
  - Mandike
  - Masalokaan
  - Nangku
  - Pasipi
  - Ransaweta
  - Sanggaleang
  - Santigi
  - Simuang
  - Tasipi
  - Tiga
  - Masaringan (Masaringa, Wasaringan)

- Tukang-Besi- oder Wakatohi-Inseln
  - Kaledupa
  - Kambode oder Kapota
  - Lintea
  - Tomea
  - Wangiwangi

- Wowoni

### Kleine Sundainseln

#### Provinz Bali
- Bali
- Nusa Ceningan
- Nusa Lembongan
- Nusa Penida

#### ProvinzWest-Nusa Tenggara
- Banta
- Belang
- Gede
- Gili-Inseln
  - Gili Air
  - Gili Meno
  - Gili Trawangan
- Lawang
- Liang
- Lombok
- Medang
- Moyo
- Ngali
- Panjang
- Raki
- Saringi
- Sulat
- Sumbawa
  - Bungin
  - Gili Banta
  - Kelapa
  - Matagateh
  - Nisa Sihai
  - Sangeang
  - Sentodo

#### ProvinzOst-Nusa Tenggara
- Alor-Archipel
  - Alor
  - Batang
  - Buaya (Kisu)
  - Kambing
  - Kangge (Marisa)
  - Kapas
  - Kepa
  - Kura
  - Lapang
  - Nuba
  - Pantar
  - Pura
  - Rusa
  - Sika (Nuhabeng)
  - Tereweng
  - Ternate
  - Tikus

- Flores und vorgelagerte Inseln
  - Babi
  - Badjo
  - Besar
  - Boasalah
  - Dambilah (Damhilan)
  - Ende
  - Flores
  - Gili Motang
  - Gosong Boni
  - Kalapa
  - Kojadoi
  - Konga
  - Mangiatan
  - Muang
  - Nuha Beleng
  - Nuha Kowa
  - Nuha Witi
  - Nusa Longos
  - Nusa Mules
  - Nusa Rohbong
  - Nuso Kode
  - Padar
  - Padar-ketili
  - Palu (Paloe, Palue)
  - Pangabatang
  - Papagaran-kefjil
  - Parmahan
  - Pasir Larajan
  - Pemana Besar
  - Pengah Besar
  - Perumaan
  - Pomana Ketjil
  - Pungu Besar
  - Rinca (Rintja)
  - Sababi
  - Sarai
  - Sebolon-besar
  - Seraja Besar
  - Siaba Besar
  - Sukun
  - Tatawa
  - Wolo Poan

- Komodo und vorgelagerte Inseln
  - Gili Lawadarat
  - Gili Lawalaut
  - Kelor
  - Komodo
  - Langkoi
  - Lengah
  - Tala

- Komba (Pulau Komba)

- Sawuinseln
  - Ndana (Dana)
  - Raijua
  - Sawu

- Solor-Archipel
  - Adonara
  - Lembata (Lomblen)
  - Solor

- Sumba und vorgelagerte Inseln
  - Halura
  - Koatak
  - Mangkudu
  - Sumba

- Timorarchipel
  - Timor und vorgelagerte Inseln
    - Fatu Sinai
    - Kera
    - Menipo
    - Tikus
    - Timor – geteilt zwischen dem indonesischen Westtimor und der unabhängigen Nation von Osttimor

  - Roti und vorgelagerte Inseln
    - Batu Bibi
    - Batuhun
    - Boti
    - Doo
    - Helihana
    - Huana
    - Lai
    - Landu
    - Liu
    - Manuk
    - Ndao
    - Ndoa
    - Nusa Bibi
    - Nusa Kodi
    - Nusa Manupui
    - Nusa Nak
    - Nuse
    - Pamana (Dana)
    - Roti
    - Usu

  - Semau und vorgelagerte Inseln
    - Kambang
    - Semau
    - Tabui

### Molukken

#### ProvinzMaluku
- Ambelau
- Ambon

- Banda-Inseln
  - Ai
  - Banda Api
  - Banda Besar
  - Banda Neira
  - Hatta, früher Rozengain
  - Run
- Buru

- Gunungapi
- Haruku
- Kelang
- Manipa
- Nusa Laut
- Paran
- Saparua
- Seram
  - Boano
    - Pua

  - Besar

- Gruppe um Seram Laut, östlich von Seram
  - Geser
  - Grogus
  - Neding
  - Nukus
  - Seram Iri
  - Seram Laut

- Gorominseln
  - Gorom
  - Manawoka
  - Panjang

- Watubela-Inseln
  - Baam
  - Ingar
  - Kasiui
  - Kurkap
  - Teor
  - Uran
  - Watubela

- Kei-Inseln (Kai-Inseln)
  - Östliche Gruppe
    - Amut
    - Ana
    - Aran Kot
    - Aran Laai
    - Baeer
    - Beor
    - Daar
    - Dranan (Adranan)
    - Dufin
    - Duroa (Dullah Laut)
    - Er
    - Fair
    - Far
    - Haeh
    - Hoa
    - Kalvik
    - Karod
    - Kei Besar
    - Kei Dullah
    - Kei Kecil
    - Kran
    - Krus
    - Labulin
    - Lea
    - Liek
    - Maas (Ohoimas)
    - Manir
    - Masular
    - Moanumayanat
    - Nai
    - Nasu Lar
    - Ngaf
    - Ngodan
    - Nota
    - Nuhu Taa
    - Nuhutuwak
    - Nuhuyanan
    - Nuhuyanko
    - Nura
    - Ohoiwa
    - Rumadan (Rumadan Warohoi)
    - Rumadan Laer (Rumadan Warwahan)
    - Sua
    - Tangwain
    - Tanimbar Kei
    - Taroa
    - Ubur
    - Ur
    - Ut
    - Utir
    - Vatilmas
    - Verkuku
    - Waha
    - Warbal
    - Wat
    - Watlus
    - Watlora
    - Watokmas
    - Wear Hu

  - Tayandoinseln
    - Furalnur
    - Heniar
    - Nuniai
    - Nusreen
    - Nuwait
    - Ree
    - Reeyanat
    - Tam
    - Tayando
    - Walir

  - Westliche Gruppe
    - Bui
    - Fadol
    - Kaimear
    - Kur
    - Mangur
    - Tengah
    - Wonin

- Aru-Inseln
  - Barakan
  - Baun
  - Enu
  - Jedan-Inseln
  - Koba
  - Kobroor
  - Kola
  - Maikoor
  - Mariri-Inseln
  - Penambulai
  - Tanahbesar (Wokam)
  - Trangan
  - Ujir
  - Wamar
  - Wasir
  - Workai

- Tanimbarinseln
  - Adanar
  - Anggarmasa
  - Asutubun
  - Batbual
  - Fordate
  - Keswu
  - Laibobar
  - Larat
  - Lima-Inseln
  - Makasar
  - Matkus
  - Maru
  - Mitah
  - Molu
  - Namoon
  - Nitu
  - Nustabun
  - Nuswotar (Wotar)
  - Nuyanat
  - Riama
  - Selaru (Süd-Timorlaut)
  - Selu
  - Sera
  - Tandula
  - Watuwawan
  - Wayangan
  - Wuliaru
  - Yamdena (Nord-Timorlaut)

- Babarinseln
  - Babar
  - Dai
  - Daweloor
  - Dawera
  - Masela
  - Wetan

- Sermata-Inseln
  - Amortuan
  - Kalapa
  - Kepuri
  - Lailawan
  - Liakra
  - Luang
  - Matumara
  - Meaterialam
  - Meatij Miarang
  - Metutun
  - Sermata
  - Tiara

- Leti-Inseln
  - Lakor
  - Leti
  - Moa

- Kisar
- Barat-Daya-Inseln
  - Djuha
  - Kital
  - Laut
  - Limtutu
  - Liran
  - Maopora
  - Mitan
  - Njata
  - Reong
  - Romang
  - Tellang
  - Wetar
  - Damarinseln
    - Damar
    - Nus Leur
    - Terbang Selatan
    - Terbang Utara
    - Teun

  - Kekeh-Besar
  - Kekeh-Ketjil
  - Nil Disperandum
  - Nika
  - Nila
  - Serua
- Lucipara-Inseln
- Penyu-Inseln

#### ProvinzMaluku Utara(Nordmolukken)
- Bacaninseln
  - Bacan
  - Kasiruta
  - Mandioli
  - Muari
  - Obit
  - Latalata

- Damar
- Gebe
- Gei

- Goraici-Inseln
  - Dorolamo
  - Gafi
  - Gunange
  - Laigoma
  - Lelei
  - Siko

- Halmahera
- Inggelang
- Kayoa
- Kokara Besar
- Kokara Kecil
- Kolorai
- Laluin
- Luwo
- Makian
- Maitara
- Mare
- Mayu
- Miti
- Moeilijk
- Morotai
- Moti

- Nördliche Loloda-Inseln (Kepulauan Loloda Utara)
  - Dagasuli
  - Deherete
  - Doi
  - Salangadeke
  - Sedeng
  - Tuakara (Tua Kara)

- Obi-Inseln
  - Belangbelang
  - Bisa
  - Gomumu
  - Kekik
  - Lawin
  - Obilatu
  - Obi (Obira)
  - Pisang
  - Tapat
  - Tobalai

- Rau
- Sajafi (Sayafi)
- Solat

- Südliche Loloda-Inseln (Kepulauan Loloda Selatan)
  - Kahatola

- Sula-Inseln
  - Kano
  - Lifamatola (Lifumatola)
  - Masoni
  - Mangole
  - Pakal
  - Saminyamao
  - Sanana
  - Seho
  - Tabulu
  - Taliabu

- Sumsum
- Tagalaja (Tagalaya)
- Taneti
- Ternate
- Tifore
- Tidore
- Tolonuu
- Uta
- Wor
- Woto
- Widi-Inseln
- Yef
- Yoronga
- Yu (Ju)

### Inseln vorWestneuguinea

#### ProvinzWestpapua
- Adi
- Aiduma
- Amutu Besar
- Arguni
- Asap
- Asia-Inseln
  - Fani
  - Igi
- Ayau-Inseln
- Dramai
- Freterenusu
- Karas
- Kayumerah
- Meos Waar
- Namatote
- Ogar
- Panjang
- Pisang-Inseln
  - Sabuda
- Raja-Ampat-Inseln
  - Ai
  - Ayau
  - Batanta
  - Booinseln
  - Faminseln
    - Fam
    - Penemu (Groß-Fam)
    - Keroeo
    - Manaru
    - Nokkor
    - Inus
    - Naffi
    - Ba
    - Fambemuk
    - Großanau
    - Kleinanau
    - Yar
    - Miingiman

  - Gag
  - Gam
  - Kawe
  - Kofiau
  - Misool
  - Nusela
  - Mios
  - Mios Ga
  - Miosging
  - Coquille
  - Kawe
  - Kri
  - Mansuar
  - Oranje
  - Salawati
  - Sayang
  - Torobi
  - Waigeo
  - Warir
  - Waiaginseln
    - Waiag (Wayag)
    - Jin (In)
    - Ouoy
    - Bag
    - Urame (Matje)

  - Yef Doif
- Roon
- Rumberpon
- Samai

#### ProvinzPapua
- Schouten-Inseln
  - Bepondi
  - Biak
  - Mios Num
  - Numfor
  - Supiori
  - Rani

- - Padaido-Inseln
    - Auki
    - Bromsi
    - Owi
    - Padaidori
    - Pai
- Yapen
  - Ambai-Inseln
    - Ambai
    - Saweru
- Kaipuri
- Komoran
- Laag
- Yos-Sudarso-Insel (früher Frederik-Hendrik-Insel, heute auch Dolak oder Kolepom genannt)
- Witau
- Bumbel
- Kumamba-Inseln
  - Liki
  - Nirumoar
- Mapia-Inseln